# Dzsikkjó Powerful Pro jakjú 2
A Dzsikkjó Powerful Pro jakjú 2 baseball-videójáték, a Dzsikkjó Powerful Pro jakjú sorozat második tagja, melyet a Konami fejlesztett és jelentetett meg. A játék 1995. február 24-én jelent meg, kizárólag Super Famicom otthoni videójáték-konzolra.

## Áttekintés
Abe Norijukit a szintén az Asahi Broadcasting Corporationnél dolgozó Óta Motoharu rádiós sportkommentátor váltotta, akinek ez volt az egyetlen szereplése a sorozatban. A csapatok játékoskeretei az 1994-es szezon végi adatokat tükrözik. A játék változatlanul átvette az előző epizódból a mérkőzésmódot, azonban a korábbi jelszóalapú mini-szezonmódot teljes értékű, 130 mérkőzésből álló, mentési funkcióval ellátott mód váltotta. Ezek mellett megjelent a forgatókönyvmód, melyben a játékosoknak a tavalyi szezonból összeválogatott tizenkét mérkőzést kell visszajátszaniuk egy adott kulcspillanattól. A csapatszerkesztő is ebben a részben jelent meg először, itt a játékosok a Central és a Pacific League csapatainak játékosaiból állíthatnak össze további két alakulatot. A 2-ben a ’94-gyel szemben a Hanshin Kósien stadion valódi nevén szerepel, azonban a Meiji Jingu Stadium továbbra is csak álnéven kapott helyet. Mindezek mellett ebben az epizódban jelent meg először a célzásrásegítés.

## Fogadtatás
A játékot 34/40-es összpontszámmal értékelték a Famicú japán szaklap írói.

## További információ
- A sorozat weboldala (japánul)